# Mustaselkä (kulle)
Mustaselkä är en kulle i Finland. Den ligger i Sodankylä kommun i landskapet Lappland, i den norra delen av landet, 900 km norr om huvudstaden Helsingfors. Toppen på Mustaselkä är 320 meter över havet.
Terrängen runt Mustaselkä är huvudsakligen platt.  Trakten runt Mustaselkä är nära nog obefolkad, med mindre än två invånare per kvadratkilometer.